# Offshore-Windpark Hollandse Kust Zuid
Der Offshore-Windpark Hollandse Kust Zuid ist ein Offshore-Windpark in der Nordsee in der niederländischen ausschließlichen Wirtschaftszone außerhalb der 12-Meilen-Zone. Der Windpark besteht aus vier Teilgebieten, in denen 139 Siemens Gamesa 11-MW-Anlagen SG DD-200 errichtet wurden. Die vier Gebiete des Windparks beanspruchen zusammen eine Fläche von 236 km², sie liegen 18 bis 36 Kilometer vor der süd-holländischen Küste bei einer Wassertiefe von 18 bis 28 Metern.
Der Windpark ist der erste Offshore-Windpark, der ohne Inanspruchnahme von Subventionen errichtet wurde.

## Allgemeines
Der Windpark war 2023 mit einer installierten Leistung von 1.500 Megawatt (MW) einer der größten Windparks auf See mit Windenergieanlagen dieser Leistungsklasse. Die Kosten des Netzanschlusses übernahm Tennet als Netzbetreiber. Betreiber des Windparks ist Vattenfall mit einer starken finanziellen Beteiligung von BASF und Allianz Capital Partners.

## Bauphase
Anfang Juli 2021 begannen die Bauarbeiten im Windparkfeld mit dem Setzen der vorgefertigten Monopile-Fundamente durch ein Errichterschiff. Die Grobbleche dafür lieferte Dillinger. Während der Bauphase kollidierte die Julietta D, ein in Seenot geratenes Frachtschiff, mit einem Fundament. Das Monopile wurde so stark beschädigt, dass darauf keine Turbine installiert werden kann. Anfang August 2022 nahm die erste Windkraftanlage den Testbetrieb auf. Zu diesem Zeitpunkt waren 36 der insgesamt geplanten 140 Windkraftanlagen installiert. Im Juli 2023 wurde die 139. Turbine errichtet. Die offizielle Inbetriebnahme des Windparks erfolgte am 29. September 2023 im Beisein u. a. von Willem-Alexander und Martin Brudermüller.

## Netzanbindung
Die Windenergieanlagen sind über Mittelspannungskabel mit zwei Umspannplattformen (Alpha und Beta) im Windpark verbunden, die den Dreiphasenwechselstrom (Drehstrom) auf Höchstspannung von 220 kV transformieren. Von dort wird der Strom über vier Seekabel zu einem Umspannwerk auf dem Festland und schließlich in das 380-kV-Übertragungsnetz transportiert. Verantwortlich für den Netzanschluss ist der Übertragungsnetzbetreiber Tennet, der auch die Kosten übernimmt.

## Betrieb
Der Strom aus 140 MW (entspricht ca. 600 GWh) wird per Energieliefervertrag mit einer Laufzeit von 15 Jahren an Air Liquide geliefert.
Innerhalb des Windparks befindet sich eine fünf Hektar große Meeresalgenfarm. Die ersten Algen wurden im Oktober 2024 ausgebracht. Die Lage innerhalb des Windparks bietet Schutz vor dem Schiffsverkehr und nutzt die bestehende Offshore-Infrastruktur. Die erste Ernte erfolgte im Sommer 2025 mit einem Schiff, das zwischen den Windkraftanlagen manövrierte, um reife Algen von Netzen einzusammeln, die am Meeresboden verankert sind. Forscher untersuchen, wie Meeresalgenfarmen Kohlenstoff aus der Erdatmosphäre binden, zu Klimaschutz beitragen und wie der Anbau von Algen weltweit ausgeweitet werden kann. Die geernteten Algen können u. a. zu Textilien, Lebensmitteln oder Pflegeprodukten verarbeitet werden. Der Onlineversandhändler Amazon hat das Projekt mit zwei Millionen Euro über den Right Now Climate Fund unterstützt.